# جوردن كروفورد
جوردن كروفورد (بالإنجليزية: Jordan Crawford)‏ مواليد 23 أكتوبر 1988 في ديترويت، هو لاعب كرة سلة محترف أمريكي بدأ مسيرته الاحترافية في سنة 2010 حيث تم اختياره من قبل فريق بروكلين نتس خلال الدرافت، يلعب في الرابطة الصينية لكرة السلة كلاعب هجوم خلفي ويحمل الرقم 27. يبلغ طوله 6 قدم 4 بوصة (1.9 م).

## فرق لعب لها
- أتلانتا هوكس
- واشنطن ويزاردز
- بوسطن سيلتكس
- غولدن ستايت ووريورز
- سنجان فلاينج تايجرز

## إحصائيات المسيرة

### الموسم الاعتيادي
| السنة   | الفريق              | لعب | بدأ | دقيقة | ميداني% | ثلاثية | حرة  | ارتداد | صنع | استلاب | تصدي | نقطة |
| ------- | ------------------- | --- | --- | ----- | ------- | ------ | ---- | ------ | --- | ------ | ---- | ---- |
| 2010–11 | أتلانتا هوكس        | 16  | 0   | 10.0  | .351    | .333   | .667 | 1.8    | .9  | .2     | .0   | 4.2  |
| 2010–11 | واشنطن ويزاردز      | 26  | 18  | 33.3  | .390    | .238   | .885 | 3.0    | 3.9 | 1.4    | .1   | 16.3 |
| 2011–12 | واشنطن ويزاردز      | 64  | 32  | 27.4  | .400    | .289   | .793 | 2.6    | 3.0 | .9     | .1   | 14.7 |
| 2012–13 | واشنطن ويزاردز      | 43  | 12  | 26.2  | .415    | .345   | .821 | 3.1    | 3.7 | .6     | .1   | 13.2 |
| 2012–13 | بوسطن سيلتكس        | 27  | 2   | 21.6  | .415    | .320   | .792 | 2.7    | 2.5 | .4     | .1   | 9.1  |
| 2013–14 | بوسطن سيلتكس        | 39  | 35  | 30.7  | .414    | .318   | .873 | 3.1    | 5.7 | .9     | .1   | 13.7 |
| 2013–14 | غولدن ستايت ووريورز | 42  | 0   | 15.7  | .417    | .313   | .837 | 1.5    | 1.4 | .3     | .0   | 8.4  |
| المسيرة |                     | 257 | 99  | 24.7  | .405    | .306   | .828 | 2.6    | 3.2 | .7     | .1   | 12.2 |

### التصفيات
| السنة   | الفريق              | لعب | بدأ | دقيقة | ميداني% | ثلاثية | حرة  | ارتداد | صنع | استلاب | تصدي | نقطة |
| ------- | ------------------- | --- | --- | ----- | ------- | ------ | ---- | ------ | --- | ------ | ---- | ---- |
| 2013    | بوسطن سيلتكس        | 5   | 0   | 11.8  | .304    | .250   | .500 | .6     | .0  | .4     | .0   | 3.6  |
| 2014    | غولدن ستايت ووريورز | 6   | 0   | 9.5   | .364    | .286   | .786 | 1.5    | .3  | .2     | .0   | 6.2  |
| المسيرة |                     | 11  | 0   | 10.5  | .339    | .263   | .750 | 1.1    | .2  | .3     | .0   | 5.0  |

## روابط خارجية
- جوردن كروفورد على موقع إن بي أي (الإنجليزية)
- جوردن كروفورد على موقع سبورتس رفرنس (الإنجليزية)
- جوردن كروفورد على موقع كرة السلة الأوروبية.كوم (الإنجليزية)
- جوردن كروفورد على موقع إي إس بي إن.كوم (الإنجليزية)
- جوردن كروفورد على موقع كلية كرة السلة في سبورتس رفرنس.كوم (الإنجليزية)
- جوردن كروفورد على موقع ريلجم (الإنجليزية)
- جوردن كروفورد على موقع بروبوليرز (الإنجليزية)
- جوردن كروفورد على موقع سبورتس رفرنس (الإنجليزية)
- جوردن كروفورد على موقع سبورتس رفرنس (الإنجليزية)